# Solanum scuticum
Solanum scuticum är en potatisväxtart som beskrevs av Michael Nee. Solanum scuticum ingår i släktet skattor som ingår i familjen potatisväxter. Inga underarter finns listade i Catalogue of Life.